# Premisa
Premisa (lat. praemissa, praemittere  - navesti prije nečeg) predstavlja propoziciju ili pretpostavku, nešto što je naprijed istaknuto, (lat. praemittere - naprijed poslati) tj. barem jedan od dvaju ili više sudova iz kojih se izvodi konačni zaključak. Može se reći da je premisa sud od kojeg polazi postupak zaključivanja, a više takvih sudova i onih do kojih se dolazi postupkom zaključivanja - konkluzija, sačinjavaju zaključak.
Primjer:
Sokrat je smrtnik, jer svi ljudi su smrtnici.
Ovdje dolazimo do opće shvaćene tvrdnje da je Sokrat čovjek. Potpuno izraženo mišljenje je sljedeće:
Budući da "svi ljudi su smrtnici" i "Sokrat je čovjek", slijedi da "Sokrat je smrtnik".
U ovom primjeru prva dva nezavisna uvjeta ili odredbe; "svi ljudi su smrtnici" i "Sokrat je čovjek" predstavljaju premise, dok nastavak "Sokrat je smrtnik" predstavlja zaključak.